# Frederico Simões Barbosa
Frederico Adolfo Simões Barbosa (Recife, 27 de julho de 1916 — Recife, 8 de março de 2004) foi um médico sanitarista e cientista brasileiro. Foi um dos sanitaristas de maior influência no Brasil, com estudos importantes sobre esquistossomose em Pernambuco.

## Atuação científica
Trabalhou para a OMS, desenvolvendo pesquisas em parasitologia e na Escola Nacional de Saúde Pública.